# Pontifex maximus
Pontifex maximus (slovensko vrhovni pontifik ali vrhovni svečenik) je bil v Starem Rimu visoki  svečenik kolegija pontifikov (collegium pontificum) in hkrati najvišji svečenik v državi. Do leta 254 pr. n. št. je bil položaj rezerviran izključno za patricije, takrat pa ga je zasedel prvi plebejec. V Rimski republiki je bil položaj vrhovnega pontifika izrazito verski, potem pa se je spolitiziral in pod Avgustom postal državni položaj. Zadnji cesar, ki je v svoj cesarski naslov vključeval tudi naslov velikega pontifika, je bil Gracijan (vladal 375-383), ki je naslov opustil.
Naziv pontifex so kasneje privzeli krščanski škofje,
vključno z rimskim. V rimskokatoliški Cerkvi se naslov pontifex maximus uporablja za papeža kot najvišjega škofa. Naslov ne spada med njegove uradne naslove, vendar se pojavlja na zgradbah in spomenikih, v renesansi in sodobnem času tudi na kovancih.

## Etimologija
Beseda pontifex po sodobnih razlagah pomeni "graditelj mostov" (iz latinskega pons - most in facere - narediti). Beseda maximus pomeni "pomemben" ali "glavni". Pontifex maximus  je bil prvotno morda mišljen v dobesednem pomenu besede. Položaj graditelja mostov je bil v Rimu zelo pomemben, ker so sveto reko (in boginjo) Tibero z gradnjo mostov lahko zmotile samo prestižne in posvečene osebe. Izraz je mogoče razumeti tudi v simbolnem smislu: pontifiki so bili tisti, ki so tvorili most med bogovi in ljudmi.
Besedo pontifex kot "graditelj mostov" sta zagovarjala Dionizij Halikarnaški in Mark Terencij Varon, medtem ko je Plutarh trdil, da beseda izvira iz starolatinskega potis, ki pomeni močnega in absolutnega gospodarja. Tretja razlaga trdi, da izhaja iz izraza  potis facere v smislu "tisti, ki lahko žrtvuje". Slednjo razlago omenja tudi Varon, vendar jo zavrača, medtem ko jo pontifex maximus Kvint Skevola zagovarja. Ena od razlag trdi, da se je beseda pontifex prvotno glasila pompifex in je pomenila vodjo javnih procesij.  Beseda pons je prvotno pomenila tudi "pot", zato bi pontifex lahko bil tudi "graditelj poti in mostov". Nekateri menijo, da je pontifex popačenka podobno zveneče etruščanske besede za svečenika, vendar nima s pontifexom nobene etimološke povezave. Naslednja hipoteza trdi, da je beseda izposojena iz sabinskega jezika, v katerem pomeni člana kolegija petih (oskoumbrijsko ponte – pet). Slednja trditev upošteva dejstvi, da je kolegij ustanovil sabinski kralj Numa Pompilij in da je italskega izvora. Besedi pontis in pomperias, kateri so odkrili na Iguvinskih ploščah, bi lahko pomenili skupino petih ali delitev po pet. Pontifex bi torej lahko bil član kolegija žrtvovalcev, imenovanega  aspomperia (latinsko quinio).
Rimski naslov pontifex maximus se je na grških napisih in v slovstvu iz tistega časa zapisoval kot ἀρχιερεύς [arhiereis] - visoki svečenik ali natančneje  ἀρχιερεὺς μέγιστος [arhiereis megistos] - najvišji visoki svečenik. Izraz ἀρχιερεύς se v Septuaginti, grškem prevodu Stare zaveze iz 3. stoletja, in Novi zavezi nanaša na judovskega visokega svečenika.

## Izvor v Rimskem kraljestvu
Collegium pontificum (kolegij pontifikov) je bil zbor najpomembnejših svečenikov Starega Rima. Ustanovitev kolegija in položaja vrhovnega pontifika pripisujejo drugemu rimskemu kralju Numi Pompiliju. Večina znanja o rimski zgodovini v obdobju kraljestva je na pol legendarna ali mitična. Kolegij, ki ga je vodil vrhovni pontifik, je bil verjetno kraljevo posvetovalno telo za verske zadeve. Položaji pontifikov so bili doživljenjski. Vsi zapisi o njihovem delovanju v zgodnjem Rimu so bili najverjetneje uničeni leta 387 pr. n. št., ko so Rim opustošili Galci. Najzgodnejša poročila o Starem Rimu so v slovstvu Rimske republike, večina  iz 1. stoletja pr. n. št. in kasneje.
Po mnenju Livija, zgodovinarja iz avgustejskega obdobja, je rimski sistem verskih obredov, vključno z načinom in časom žrtvovanj, nadzora verskih skladov, pooblastil nad vsemi javnimi in zasebnimi verskimi ustanovami, navodil za udeležence božanskih in pogrebnih obredov, vključno s pobotanjem s pokojnim in spravno daritvijo, izoblikoval Sabinec Numa Pompilij. Numa naj bi  ustanovil rimsko religijo po posvetitvi Jupitrovega oltarja na Aventinu in posvetovanju z bogovi preko avgurov. Numa je vsa verska navodila zapisal in jih zapečatil. Za prvega vrhovnega pontifika je imenoval Numa Marcija.

## Rimska republika
V Rimski republiki je bil vrhovni pontifik najvišji položaj v državni religiji in vodja kolegija pontifikov. Po Liviju so Rimljani po strmoglavljenju kraljestva ustanovili duhovniški položaj rex sacrorum (kralj svetih obredov), ki je opravljal določene verske dolžnosti in obrede, ki jih je pred tem opravljal kralj.  Kralju svetih obredov  so bila nedvoumno odvzeta  vsa vojaška in politična pooblastila, medtem ko so pozneje pontifiki lahko bili magistrati in vojaški poveljniki.
Uradna rezidenca vrhovnega pontifika je bila Domus publica (državna hiša), ki je stala med hišo vestalk in Vio Sacro ob Regiji na Rimskem forumu. Verske dolžnosti je opravljal iz Regije. V času, ko vrhovni pontifik še ni smel biti istočasno tudi magistrat, ni smel nositi škrlatno obrobljene toge praetexte. Na umetniških upodobitvah je prepoznaven po bodalu (secespita)  ali plitvi skledici (patera), značilnih oblačilih ali togi z ogrinjalom, s katerim je pokril glavo (capite velato).  
Vrhovni pontifik ni bil samo svečenik, ampak tudi politična in verska avtoriteta. Še vedno ni povsem jasno, katera vloga je bila bolj pomembna. V praksi, predvsem v Rimski republiki, je bil vrhovni pontifik praviloma iz politično vplivne družine. Položaj je bil zaželen predvsem zaradi velikega prestiža. Julij Cezar je postal pontifik leta 73 pr. n. št. in vrhovni pontifik leta  63 pr. n. št..
Glavni vir podatkov o pontifikih v obdobju republike so Varonovi teološki spisi, ki so se ohranili v fragmentih v delih kasnejših piscev Avla Gelija in Nonija Marcela. Drugi viri podatkov so dela Cicera, Livija, Dionizija Halikarnaškega, Valerija Maksima, Plutarha (Življenje Numa Pompilija), Festovi povzetki Verija Flaka in kasnejših piscev, med katerimi so bili tudi cerkveni očetje. Nekateri viri naštevajo obsežen seznam vsakodnevnih prepovedi, ki so veljale za velikega pontifika, kar pa ni v skladu z zgodovinskimi dokazi, saj so bili mnogi vrhovni pontifiki ugledni državljani in so živeli normalno življenja brez omejitev.

### Volitve in število pontifikov
Pontifiki so se volili s kooptacijo, se pravi da so novega kolega izvolili preostali člani kolegija. Kolegij, vključno z vrhovnim pontifikom, je štel pet članov. Pontifiki so lahko bili samo pripadniki starega plemstva, se pravi patriciji.  
Leta 300 ali 299 pr. n. št. je Ogulnijev zakon (lex Ogulnia) omogočil splošne volitve vrhovnega pontifika in dovolil plebejcem (plebs), da so bili kooptirani za svečenike. Položaj vrhovnega pontifika je s tem izgubil nekaj svoje ekskluzivnosti. V praksi je  bil prvi plebejeski vrhovni pontifik, Tiberij Korunkanij, izvoljen šele leta 254 pr. n. št.. Ogulnijev zakon je povečal število pontifikov na devet. 
Domicijev zakon (lex Domitia) iz leta 104 pr. n . št. je predpisal, da vse pontifike voli ljudska skupščina comitia tributa, ki je bila razdeljena na volilna okrožja. Isti zakon je predpisal tudi to, da lahko na posameznih volitvah voli samo 17 od 35 plemen, izbranih z žrebom. Predlagatelj zakona Lucij Domicij Ahenobarb je bil kmalu zatem sam izvoljen za vrhovnega pontifika namesto umrlega vršilca dolžnosti Metela Dalmatika. Domicij je pričakoval, da ga bodo kooptirali že leto pred tem kot zamenjavo za pokojnega  očeta, vendar so se pontifiki odločili za drugega kandidata. Po istem zakonu je bil poleg njega izvoljen Kvint Mucij Skevola, katerega izvolitev ni bila sporna, saj je bil nekdanji konzul in dolgoletni pontifik. 
Domicijev zakon je leta 81 pr. n. št. s Kornelijevim (Sulovim) zakonom (lex Cornelia) ukinil diktator Sula, ki je obnovil kolegij visokih svečenikov s popolnimi pooblastili za kooptacijo. Sula je število pontifikov, vključno z vrhovnim, povečal na petnajst. Za vrhovnega pontifika je imenoval Kvinta Cecilija Metela Pija, ki je bil edini neizvoljeni vrhovni pontifik v zgodovino pontifikata. 
Leta 63 pr. n. št. je tribun Tit Labijen ukinil Kornelijev zakon in uvedel preoblikovan Domicijev zakon, ki je ponovno uzakonil volitve pontifikov  na comitii tributi. Mark Antonij je kasneje ponovno vzpostavil pravico kolegija pontifikov do kooptacije.
Pod Julijem Cezarjem  se je število pontifikov, vključno z vrhovnim, povečalo na šestnajst, morda zato, ker je Cezarjeva dolga odsotnost iz Rima prisilila kolegij k imenovanju nadomestnega pontifika. Število pontifikov v Rimskem cesarstvu se je spreminjalo, vendar jih je bilo praviloma petnajst.

### Dolžnosti
Glavna dolžnost pontifikov je bila vzdrževanje  božjega miru (pax sacrorum).
Ogromna moč svetega kolegija pontifikov je bila združena v vrhovnem pontifiku, drugi pontifiki pa so tvorili njegovo svetovalno telo (consilium).  Med manj pomembne funkcije vrhovnega pontifika je spadalo opravljanje obredov in žrtvovanj, njegova resnična moč pa je bila v izvrševanju  božanskega zakona (jus divinum). Podatki v zvezi z rimskim verskim izročilom, na primer dogme in drugi pojmi, ki so jih zbrali pontifiki, so bili zbrani v corpusu. Glavni sklopi jus divinum so obsegali:
- urejanje spokorniških obredov, ki so bili potrebni zaradi kužnih bolezni, udarov strele in podobno
- posvetitev vseh templjev in drugih svetih mest in zgradb
- urejanje koledarja in njegove podrobne uporabe v javnem življenju
- urejanje zakonov o pokopih in pokopališčih, čaščenju Manesa in mrtvih prednikov
- nadziranje vseh porok s conferratio, prvotno vseh legalnih porok patricijev
- urejanje zakona o posvojitvah in dedovanju
- nadzor nad javno moralo in kaznovanje kršiteljev

Pontifiki so lahko imeli poleg svoje primarne tudi druge pomembne in prestižne funkcije. Lahko so bili na primer državni arhivarji, pisali uradne zapisnike o izvoljenih magistratih (fasti), vodili sezname magistratov in hranili zapise o lastnih odločitvah (commentarii) in pomembnih dogodkih v posameznem letu, tako imenovane javne dnevnike (annales maximi).
Za vrhovne pontifike je veljalo tudi nekaj prepovedi, na primer prepoved, da ne smejo oditi iz  Italije. Plutarh omenja, da je bil prvi  vrhovni pontifik, ki je moral zapustiti Italijo na zahtevo senata, Publij Kornelij Scipion Nasika Serapij (141–132 pr. n. št.). Prvi vrhovni pontifik, ki je Italijo zapustil prostovoljno, je bil Publij Licnij Kras Dives Mucijan (132–130 pr. n. št.). Za njim zapuščanje Italije ni bilo več prepovedano. Med najbolj znanimi pontifiki, ki so to storili, je bil Julij Cezar (63–44 pr. n. št.).
Vrhovni pontifiki so bili zadolženi tudi za rimski koledar in vrivanje prestopnih mesecev, da bi se uskladil z letnimi časi.  Ker so bili pontifiki pogosto tudi politiki, mandati magistratov pa so se usklajevali z letnim koledarjem, so to pooblastilo pogosto zlorabljali: vrhovni pontifik je lahko leto, v katerem je bil na položaju njegov zaveznik, po svoji volji podaljšal, leto, v katerem je bil na položaju njegov nasprotnik, pa skrajšal. Takšna praksa je povzročila, da je bil koledar povsem neusklajen z letnimi časi. Julij Cezar ja na primer prekoračil Rubikon januarja 49 pr. n. št., čeprav se je to zgodilo sredi jeseni. Leto Cezarjevega konzulstva (46 pr. n. št.) je trajalo 445 dni.
Ravno Cezar je zato med svojim pontifikatom reformiral rimski koledar, ki se po njem imenuje julijanski, in ima pogrešek manj kot dan v sto letih. Njegov koledar je ostal v veljavi do uvedbe gregorijanskega koledarja v 16. stoletju.

## Rimsko cesarstvo
Po Cezarjevem umoru leta 44 pr. n. št. je bil za vrhovnega pontifika izbran njegov pristaš Mark Emilij Lepid, ki je leta 43 pr. n. št. postal eden od triumvirjev drugega triumvirata. Po Avgustovi utrditvi oblasti je padel v politično nemilost in bil izgnan, vendar je obdržal pontifikat do svoje smrti leta 13. pr. n. št.. Za njegovega naslednika je bil izbran Avgust, ki je dobil pravico, da sam imenuje druge pontifike, in članstvo v svetem kolegiju je postalo predmet cesarjeve naklonjenosti. Cesar je hkrati postal  tudi verski dostojanstvenik in odgovoren za rimski državni kult.  Večina poznavalcev se strinja, da imenovanja pontifikov ni uporabljal kot instrumentum regni, se pravi sredstva za utrjevanje svoje oblasti. 
Pontifex maximus je postal eden od številnih cesarjevih naslovov. Počasi je izgubil svojo zgodovinsko moč in se pretvoril v naslov, ki je označeval sakralni aspekt cesarjevih zadolžitev in pooblastil. V obdobju cesarstva je dolžnosti vrhovnega pontifika v cesarjevem imenu in v njegovi odsotnosti opravljal promagister.
V poseverskem obdobju po letu 235 so se za položaj pontifika začeli zanimati tudi poganski senatorji, s čimer se je spremenila sestava kolegija pontifikov. Pred tem so lahko  bili člani kolegija samo člani starih družin (gens). Poleg tega je bil v kolegiju istočasno lahko samo en član posamezne družine. V drugi polovici 3. stoletja so ta pravila očitno opustili. 
V obdobjih dveh socesarjev je bil sprva nosilec naslova lahko samo eden od njiju. To se je prvič zgodilo med vladanjem Marka Avrelija in Lucija Vera,  ko je bil vrhovni  pontifik samo Mark Avrelij. Kasneje sta vrhovna pontifika lahko bila oba sovladarja. Leta 238 sta to postala Pupijen in Balbin, kar je bilo v republikanskih časih povsem nepredstavljivo. V krizi tretjega stoletja so uzurpatorji brez zadržkov vladali kot cesarji in pontifeksi. Navado so obdržali tudi zgodnji krščanski cesarji. 
Naslov vrhovnega pontifika je opustil cesar Gracijan, morda med svojim obiskom Rima leta 376, ali, še bolj verjetno, leta 383, ko ga je delegacija poganskih senatorjev zaprosila, naj obnovi oltar Zmage v zgradbi rimskega senata.

## Suvereni kot visoki svečeniki
Praksa, da sta posvetna in verska oblast združeni v eni osebi, ima dolgo zgodovino. V antičnih Atenah je bil vodilni verski dostojanstvenik arhon basileus. Iz legende in njegovega naslova  basileus, ki pomeni kralj, je razvidno, da je svojo funkcijo nekoč v preteklosti verjetno nasledil od atenskega kralja.
V cesarstvih na vzhodu, od Starega Egipta do Japonske, so šli še korak dlje in dali svojim vladarjem status polboga. 
S sprejetjem krščanstva so rimski cesarji prevzeli tudi vlogo izdajatelja odlokov, povezanih s krščansko cerkvijo.  Od vrhovnega svečenika so se razlikovali po tem, da niso bili  duhovniki, a so kljub temu  delovali kot vodje uradne državne religije. Enako vlogo so imeli kasneje tudi bizantinski cesarji. V Moskvi kot tretjem Rimu so imeli vrhovno oblast nad Rusko pravoslavno cerkvijo ruski carji. 
Z angleško reformacijo je angleški suveren postal vrhovni guverner angleške cerkve in vztrajal, da se ga kot takega tudi prizna. Podobno se je po protestantski reformaciji dogajalo tudi v protestantskih državah in celo v državah, ki niso uradno prekinile odnosov s Svetim sedežem. Takšen vladar je bil na primer cesar Svetega rimskega cesarstva Jožef II., katerega cerkvena politika je opisana v Katoliški enciklopediji.

## Raba naslova v rimskokatoliški cerkvi
Ko je montanist Tertulijan okoli leta 220 uporabil naslov vrhovnega pontifika za nekega škofa, s katerim je bil v sporu (papeža Kalista I. ali Agripina Kartažanskega) zaradi popuščanja cerkvene spokorniške discipline, ki je dopuščala prešuštnikom vrnitev v Cerkev, je bil v njem grenak/bridek posmeh.
Zadnje sledove cesarjev, ki so bili hkrati tudi pontifiki, najdemo na napisih Valentinijana I., Valensa in Gracijana Od Teodozija I. (vladal 379-395) dalje, se cesarji niso več pojavljali v vlogi pontifikov, pač pa so naslov začeli uporabljati rimski škofje. Leta 382 je cesar Gracijan na prigovarjanje milanskega škofa Ambroža s foruma odstranil oltar Zmage, ukinil državne podpore, ki so omogočale mnogo poganskih dejavnosti, in se uradno odrekel naslova vrhovnega pontifika.
Prvi papež, ki je privzel naslov pontifex maximus, je bil Leon I. (440–461). V 15. stoletju, ko je v renesansi ponovno oživilo zanimanje za antični Rim, je postal redni častni naslov rimskih papežev. Naslov ni bil nikoli uvrščen na seznam papeževih uradnih naslovov, objavljanih v Annuario Pontificio, a se je kljub temu uporabljal v uradnih dokumentih, na primer v naslovih enciklik in podobnih dokumentih, napisih na zgradbah, kovancih in medaljonih.

### Podobni naslovi
Ali se je naslov pontifex, ki se je v latinskih prevodih Svetega pisma uporabljal za judovske vélike duhovnike (Janez 11:49 in Hebrejci 5:1), od zgodnjega 3. stoletja uporabljal tudi za druge škofe in ne izključno za rimskega, ni povsem jasno. Knjiga Rimski pontifikal (Pontificale Romanum) z liturgičnimi obredi, ki so jih opravljali vsi škofje, in oblika liturgije, znane kot pontifikalna visoka maša, pričata, da se je naslov pontifex uporabljal v širšem smislu.
V ediktu Teodozija I. O katoliški veri (De fide catholica), sprejetem v Solunu in za celo cesarstvo objavljenem  27. februarja  380 v Konstantinoplu, s katerim je krščanstvo postalo uradna vera Rimskega cesarstva, se zahodni rimski škof Damas naslavlja s pontifikom, vzhodni aleksandrijski škof Peter pa z episkopom.
Decembra 2012 je papež Benedikt XVI. za svoj psevdonim na Twitterju izbral ime @pontifex Uporabniki mu lahko postavljajo vprašanja s hashtagom  #askpontifex.
Različne oblike naslova summus pontifex (najvišji pontifik ali škof) niso uporabljali samo rimski, ampak tudi drugi škofje. Hilarija Arleškega (umrl 449) je Evherija Lyonskega (umrl okoli 449) so naslavljali s  summus pontifex, Lafranca Pavijskega pa njegov biograf Milo Crispin naslavlja s  primas et pontifex summus. Vsi so se nedvomno zgledovali po judovskem vélikem duhovniku, kateremu je v krščanski Cerkvi ustrezal položaj škofa v njegovi škofiji. Od 11. stoletja se naslov očitno uporablja samo za papeže.
Med uradne papeževe naslove, objavljene v  Annuario Pontificio, je na četrtem mestu Summus Pontifex Ecclesiae Universalis (vrhovni pontifik vesoljne Cerkve). Njegov prvi uradni naslov je rimski škof. 